# Jean-Loup Izambert
Jean-Loup Izambert, né le 18 février 1950, est un journaliste et écrivain français.

## Biographie
Issu de l’enseignement agricole, diplômé de l’École des Hautes Études Internationales (HEI), de l'École des Hautes Études Sociales (HES) et de l’École supérieure de journalisme de Paris (ESJ) Jean-Loup Izambert est un ancien collaborateur régulier du mensuel économique et financier Les Échos, de VSD ainsi que de L'Humanité, et du mensuel économique PME Affaires dont il sera rédacteur en chef.
Le 6 décembre 2001, le Crédit Agricole obtient par voie judiciaire que soit reportée la parution de son livre Le Crédit Agricole hors la loi ?. Le juge des référés estime que l'ouvrage pourrait « fausser les règles du marché » alors que la cotation en bourse du Crédit Agricole va débuter le 14 décembre 2001. Selon Libération, le livre, enquête journalistique documentée, révèle par exemple que « la banque, comme ses homologues, abuse des paradis fiscaux ».

## Faut-il brûler l'ONU?
Dans son livre ONU, Violations humaines, Jean-Loup Izambert critique le fonctionnement et la politique de gestion du personnel à l'Organisation des Nations unies. Il évoque une situation souvent difficile des fonctionnaires internationaux confrontés sur le terrain à des problèmes majeurs, les jeux de pouvoir des États occidentaux qui se partagent les postes de direction de l'ONU et les conséquences qui en découlent, tout particulièrement l'aggravation de la situation économique et politique internationale. Selon Le Monde diplomatique, dans ce livre, Jean-Loup Izambert critique, comme de nombreux observateurs, le fonctionnement du Conseil de sécurité des Nations unies devenu selon lui « lieu de conciliabules et marchandages », et théâtre d’une « démocratie de façade ».

## Ouvrages
- Le Krach des quarante banques, avec Emmanuelle Leneuf, Le Felin, 1998.
- Le Crédit agricole hors la loi ?, Carnot, 320 p., 2001.
- Crédit lyonnais, la mascarade, Carnot, 2003.
- ONU, Violations humaines, Carnot, 2003.
- Faut-il brûler l'ONU ?, Le Serpent à Plumes, 2004.
- Les Démons du Crédit agricole, avec Hugo Nhart, L'Arganier, 398 p., 2005.
- Pourquoi la crise, Amalthee, 2009.
- Crimes sans châtiment, 20 cœurs, 2013.
- 56, l'État français complice de groupes criminels, t. 1, IS édition, 2015[8]
- 56 — tome II : Mensonges et crimes d'État, t. 2, IS édition, 2017[9]
- Trump face à l'Europe, IS édition, 2017
- Le virus et le Président : Enquête sur l’une des plus grandes tromperies de l'Histoire, avec Claude Janvier, IS édition, 2020[10]
- Le scandale Ivermectine, IS édition, 2021
- Covid-19, le bilan en 40 questions, IS édition, 2022
- Tous vaccinés, tous en danger ?, IS édition, 2023  (ISBN 978-2-36845-301-8)
- Les Destructeurs : US imperium, la fin - un nouveau monde émerge, Paris, Éditions Jean-Cyrille Godefroy, 276 p., 2024  (ISBN 978-2865533510)
- Bilan noir : l'Union européenne contre la France, Paris, Éditions Jean-Cyrille Godefroy, 276 p., 2024  (ISBN 978-2865533572)[11]
- Empêcher l'Europe : Les États-Unis contre l’Europe, Paris, Culture & Racines, coll. Influences, 312 p., 2024  (ISBN 978-2-491861-46-9)
- Avec Claude Janvier, L’abandon Français, Perspectives Libres, 2024.